# Battle Monsters
Battle Monsters (バトルモンスターズ?) è un videogioco picchiaduro del 1995 per Sega Saturn.

## Modalità di gioco
Battle Monsters è un picchiaduro multigiocatore simile a Way of the Warrior.